# Ланские
Ланские (Лонские, пол. Łącki) — русский графский и древний дворянский род.
Существуют ещё три рода Ланских, из которых один восходит к концу XVI века, а два — к началу XVI века; они внесены в VI и II части родословной книги Тульской, Псковской, Калужской и Тверской губерний.

## Происхождение и история рода
Франциск Лонский выехал из Польши с князем Михаилом Глинским. Потомки его во второй половине XVI века владели поместьями.
Александр Дмитриевич Ланской (1754—1784), генерал-адъютант, пользовался большим расположением императрицы Екатерины II. Василий Сергеевич Ланской († в 1831 г.) президент Временного правительства Царства Польского (1813), управлял министерством внутренних дел (1823-27), член государственного совета.
Павел († в 1831 г.) и Сергей († в 1814 г.) Сергеевичи были сенаторами, последний — также членом государственного совета. Этот род Ланских внесен в VI и V части родословной книги Московской, Тверской, Симбирской и Тамбовской губерний (Гербовник, IV, 64 и XII, 23).

## Графы Ланские
Именным указом императора Александра II, данным Правительствующему сенату (23 апреля 1861) действительный тайный советник Сергей Степанович Ланской с нисходящим потомством, за долговременную и ревностную службу и за особые заслуги его по освобождению помещичьих крестьян из крепостной зависимости возведён в графское Российской империи достоинство (герб утверждён 06 ноября 1864). Остальные ветви рода графского титула не имели.

## Описание гербов

#### Герб. Часть IV. № 64.
Щит разделён на четыре части с малым щитком в пересечении деления двух перпендикуляров их. В среднем щитке — в лазуревом поле золотой равноконечный крест. В четырёх же частях самого щита помещены следующие изображения: в первой (левой верхней) в зелёном поле белая лань, стоящая задними ногами на шахматной доске, составленной из квадратов золотых и серебряных, вперемежку. Во второй (правой верхней) части — в червленом поле лежат три серебряные рыбы одна над другою: крайняя головою влево, средняя — вправо; в третьей части — в золотом поле стрела, пущенная вверх, с двумя брусками поперек. В последней же части (правой нижней) — в зелёном поле изображена каменная стена и башня с зубцами. Щит увенчан дворянским шлемом и короною, из которой возникает лань. Намёт красный и зелёный с подложкою золотом.

#### Герб. Часть XII. № 23.
Герб графа С. С. Ланского: щит четверочастный, с малым щитом в середине. В первой зеленой части с оконечностью, разделенною шахматообразно в три ряда золотом и чернью, серебряный скачущий олень. Во второй червленой части, три серебряные рыбы, обращенные: первая и третья вправо, а вторая влево. В третьей, золотой части, черная стрела в столб, с таковыми же двумя перекладинами. В четвертой зеленой части, золотая с червлеными швами зубчатая стена. В малом щитке в лазуревом поле золотой греческий равноконечный крест. Щит увенчан графской короной и тремя графскими коронованными шлемами. Нашлемники - средний возникающий Императорский орел, имеющий на груди, в червленом щите с золотою каймою, окруженном цепью ордена Святого Андрея Первозванного золотое коронованное вензелем изображение имени государя императора Александра II. Правый - лазуревое орлиное крыло, на нем золотой греческий крест. Левый - встающий серебряный олень с красными глазами и языком. Намёты: среднего шлема черный с золотом, правого - лазуревый с золотом, левого - зеленый с серебром. Щитодержатели: справа - русский крестьянин, держащий бумагу с надписью "19 февраля 1861г.", слева украинский крестьянин. Девиз "PATIENTIA ET PERSEVERANTIA"  золотыми буквами на лазуревой ленте.

#### Бытовавшие гербы
Герб генерал-адъютанта, фаворита императрицы Екатерины II Александра Дмитриевича Ланского (1758-1784): щит четверочастный, с малым щитком в середине, в котором изображена стрела, вверх обращенная, с двумя перекладинами (герб Лис, к которому принадлежал польский род Лонских). В первой и четвертой частях изображена голова козла, обращенные к середине щита. Во втором и третьем частях - по три рыбы, обращенные первая и третья в левую сторону, вторая - в правую. Щит увенчан дворянским шлемом (без дворянской короны). Щитодержатель: с левой стороны козел с бородой, стоящий на задних лапах и мордой обращенный в левую сторону. С правой стороны щита декор воинской арматуры: два знамени. Щит стоит на земле.
Герб дочери от второго брака Н.Н. Гончаровой-Пушкиной Александры Петровны Ланской (1845-1919), в браке с генерал-лейтенантом И.А. Араповым: герб полностью соответствует гербу рода Ланских, за исключением: щитодержатели - два оленя, стоящие на задних лапах на постаменте и отсутствием дворянского шлема.

## Известные представители

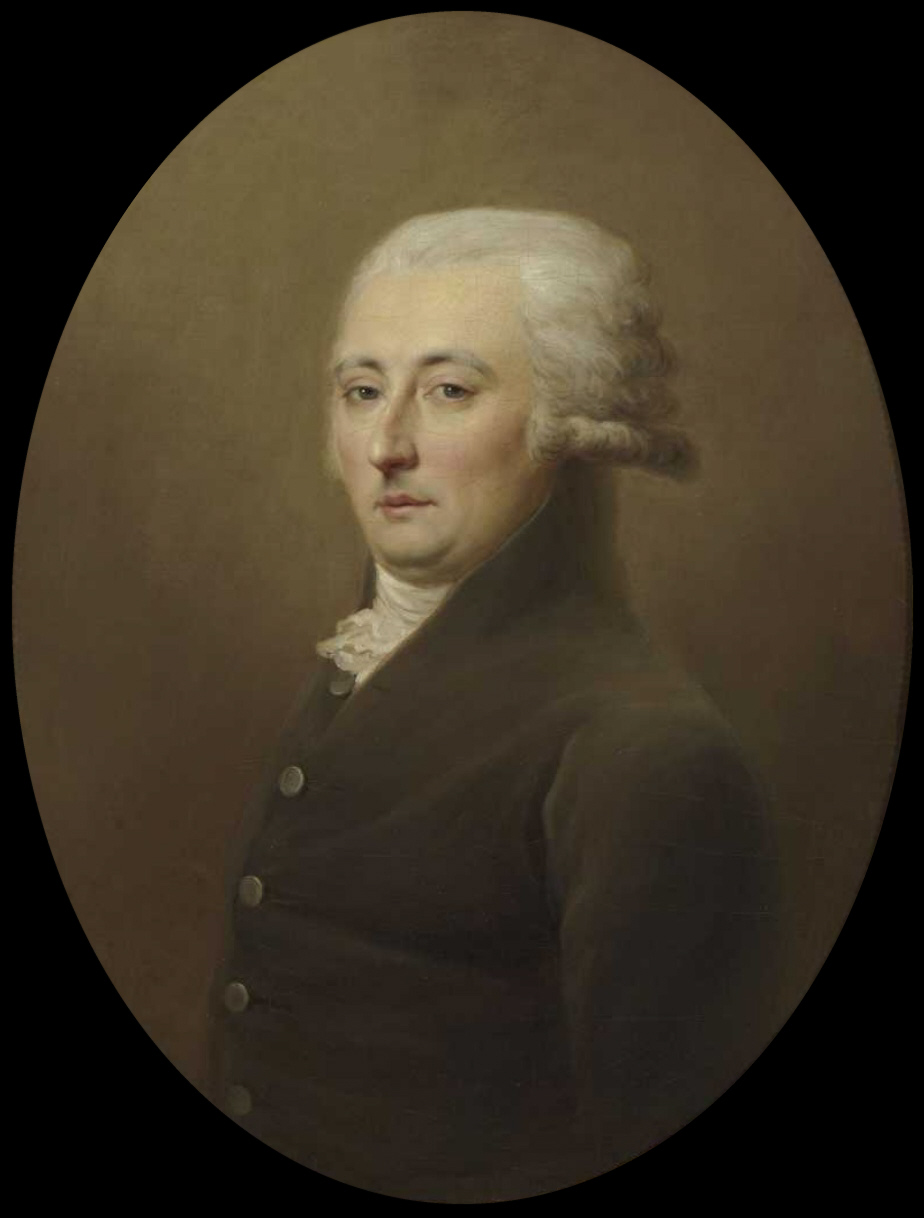
Яков Дмитриевич Ланской

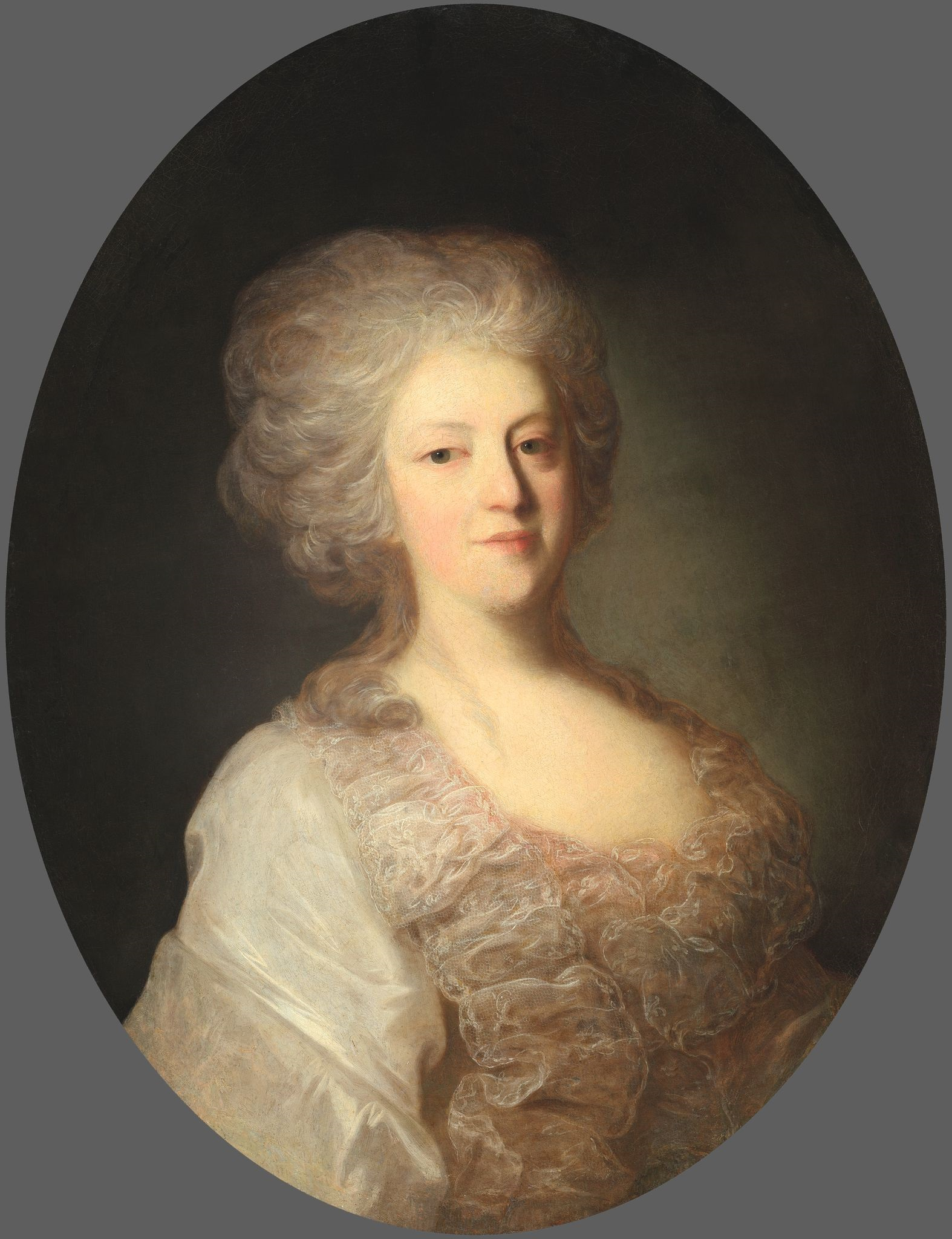
Прасковья Николаевна Ланская

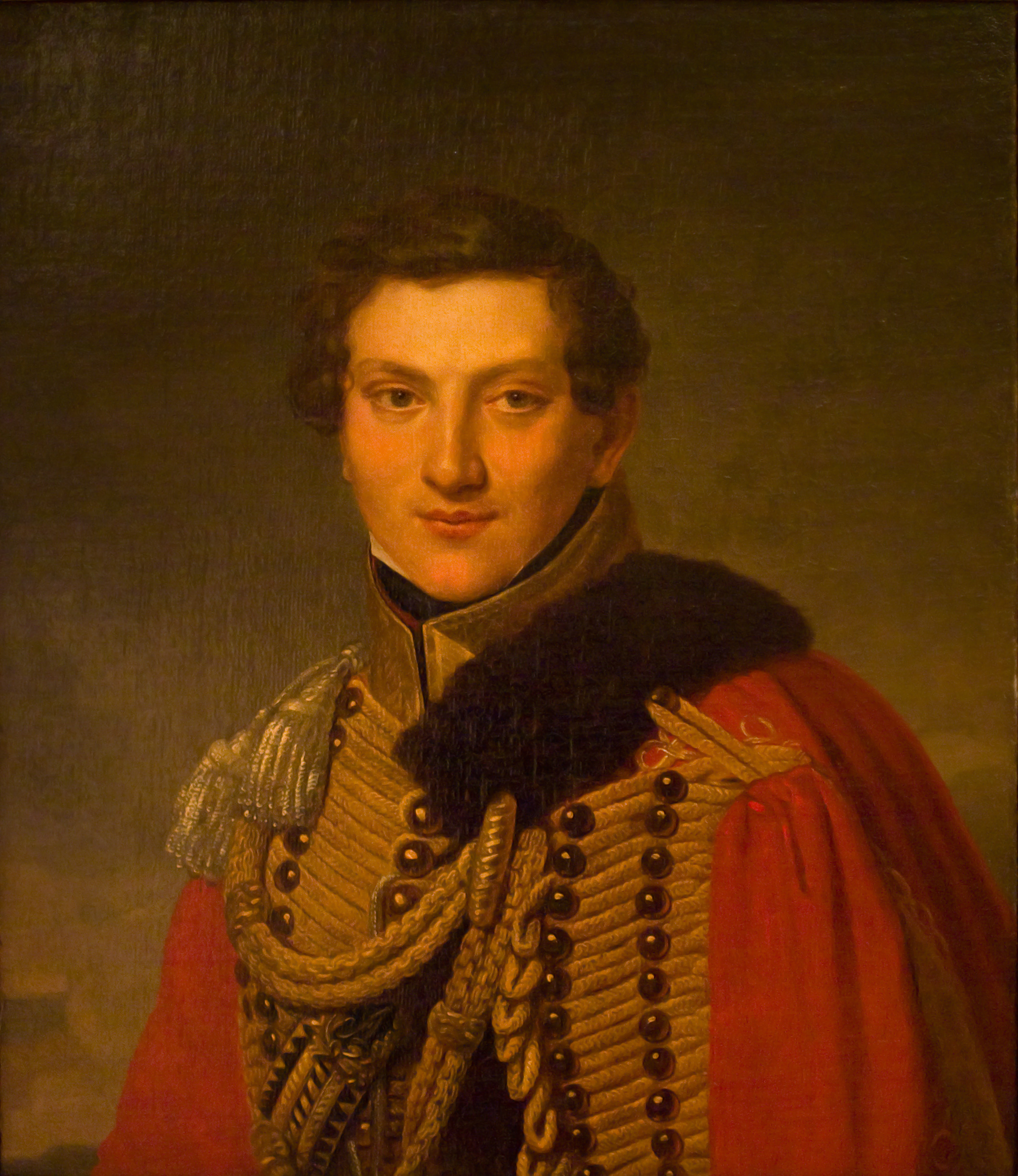
Владимир Яковлевич Ланской

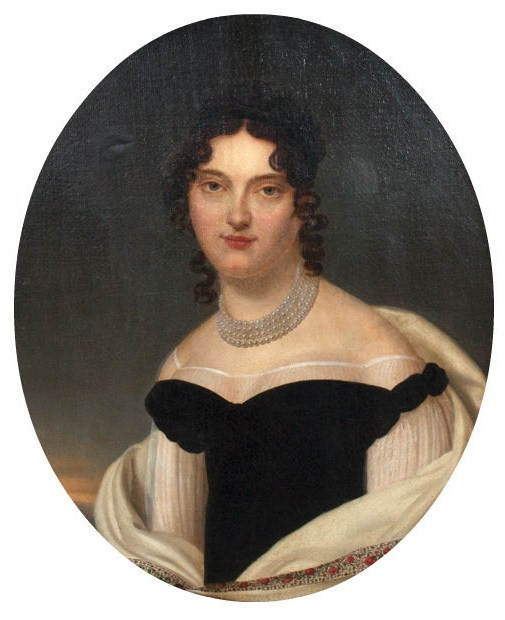
Елизавета Яковлевна Ланская

- Ланской Петр Дмитриевич — за службу жалован поместьями (1585).
- Ланской Артемий Иванович — московский дворянин, ротмистр Копейного строя (1692)[6].
- Ланской, Артемий Григорьевич — псковский помещик, в селе Посадниково в 1736 году построил церковь Казанской иконы Божьей матери с колокольней
  - Ланской, Дмитрий Артемьевич — смоленский помещик, военный.
    - Ланская, Елизавета Дмитриевна (1755—1822) — в замужестве Кушелева, жена сенатора И. И. Кушелева
    - Ланская, Евдокия Дмитриевна (1757—1816) — в замужестве Чернышева, мать А. И. Чернышева
    - Ланской, Александр Дмитриевич (1758—1784) — фаворит Екатерины II.
    - Ланской, Яков Дмитриевич — был женат первым браком с 13 ноября 1786 года на Анастасии Васильевне Грушецкой (29.04.1768—08.04.1792)[7][8], умерла после родов; вторым браком с 30 апреля 1794 года[9] на вдове Прасковье Николаевне Лачиновой, урожденной княжне Долгоруковой.
      - Ланской, Николай Яковлевич (01.05.1790—13.06.1797[10])
      - Ланской, Александр Дмитриевич (10.03.1791—15.03.1791)
      - Ланской, Дмитрий Яковлевич (31.03.1792[7]—15.03.1795[11])
      - Ланская, Варвара Яковлевна (17.02.1796[12]—1875) — дочь от второго брака, замужем за генералом от инфантерии П. С. Кайсаровым[13].
      - Ланская, Софья Яковлевна (05.04.1797[14]—?)
      - Ланской, Владимир Яковлевич (1801—1820) — офицер лейб-гвардии Гусарского полка, убит на дуэли.
      - Ланская, Елизавета Яковлевна — в замужестве Сухтелен.

  - Ланской, Сергей Артемьевич (1711—1785) — помещик Холмского уезда Новгородской губернии, был женат на Анне Фёдоровне Ушаковой (1724—1809)
    - Ланской, Николай Сергеевич (1746—1812) — генерал-майор, женат на Анне Петровне Тормасовой.
      - Ланской, Сергей Николаевич (1774—1814) — российский командир эпохи наполеоновских войн, генерал-лейтенант.

    - Ланской, Пётр Сергеевич (1752—1805) — статский советник, женат на Елизавете Романовне Лепарской.
      - Ланской, Сергей Петрович (1789—1832) — генерал-майор, участник Отечественной войны 1812 года.
      - Ланской, Павел Петрович (1791—1873) — генерал от кавалерии, член Военного совета.
        - Ланской, Николай Павлович (1832—1873) — русский военный, художник, автор портретов родственников и друзей А. С. Пушкина.

      - Ланской, Пётр Петрович (1799—1877) — генерал-лейтенант, с 1844 г. был женат на Наталье Николаевне Гончаровой, вдове Пушкина.

    - Ланской, Василий Сергеевич (1753—1831) — был президентом временного правительства Царства Польского (1813), управлял министерством внутренних дел (1823—27), был членом государственного совета.
    - Ланской, Павел Сергеевич (1758—1832) — русский командир эпохи наполеоновских войн, генерал-майор, впоследствии тайный советник, сенатор.
      - Ланской, Алексей Павлович (1787—1855) — русский командир эпохи наполеоновских войн, генерал-майор.
      - Ланской, Михаил Павлович (1792—1834) — русский командир эпохи наполеоновских войн, генерал-майор.

    - Ланской, Степан Сергеевич (1760—1813) — гофмаршал.
      - граф Ланской, Сергей Степанович (1787—1862) — русский государственный деятель, министр внутренних дел Российской империи (1855—1861), известный деятель крестьянской реформы. Женат на княжне Варваре Ивановне Одоевской.
        - граф Ланской, Михаил Сергеевич
          - граф Ланской, Михаил Михайлович
            - граф Ланской, Андрей Михайлович (1902—1976) — русский живописец, график

    - Ланской, Сергей Сергеевич (1761—1814) — сенатор.
      - Ланской, Павел Сергеевич (1798—1855); Ольга.

    - Ланской, Дмитрий Сергеевич (1767—1833) — московский губернатор, сенатор и тайный советник.

  - Ланской, Иван Артемьевич
  - Ланской, Павел Александрович (1842—1885) — тамбовский помещик, тамбовский уездный предводитель дворянства, служил в министерстве внутренних дел.